# Репешко Ігор Володимирович
Репешко Ігор Володимирович (народився 16 жовтня 1962 року) – юрист, адвокат, генерал-майор міліції, генерал поліції 3-го рангу. Заслужений юрист України. Кандидат економічних наук (тема дисертації «Стратегія розвитку економічної безпеки підприємств машинобудування»).  

## Біографія
Народився 16 жовтня 1962 року у місті Харків.
У 1985 році закінчив Ярославське вище військове училище ім. А.В. Хрульова.
У 1985 – 1990 роках очолював фінансову частину 194-го окремого інженерно-саперного батальйону 25-ї танкової дивізії 20-ї Гвардійської загальновійськової армії ГРВН.
З 1990 року – на службі в органах внутрішніх справ. 
У 1990 – 1991 роках працював старшим інспектором групи з організації праці, використання й обліку умовно засуджених спеціальної комендатури при Уманському міському УВС МВС Черкаської області.  
У 1991 – 1997 роках обіймав посади ревізора, старшого ревізора, начальника відділення з проведення ревізій бюджетних закладів ревізійного відділу, начальника відділення з контролю фінансової діяльності підрозділів, які утримуються за рахунок держбюджету контрольно-ревізійного відділу фінансово-економічного управління в УВС Харківської області. 
У 1997 – 2000 роках – робота в Управлінні податкової міліції ДПА в Харківській області. 
У 2000 – 2005 роках – перший заступник начальника Управління податкової міліції ДПА у Полтавській області. 
У 2005 – 2007 роках – начальник ГУ УМВС України в Харківській області. 
Під керівництвом І.В.Репешка було налагоджено автоматизоване управління нарядами міліції та створено перший в Україні Ситуаційний центр, інтегрований у систему управління підрозділами. У роботі СЦ використовувалися аналітичні, стратегічні, проактивні підходи, засновані на прогнозуванні подій і моделюванні ситуацій. Створений при обласному УВС Ситуаційний центр дозволив оптимізувати систему менеджменту і уможливив експеримент з ліквідації міського управління внутрішніх справ, який виявився успішним.
З січня 2008 року – директор Державного департаменту у справах громадянства, імміграції та реєстрації фізичних. Після ліквідації ДДГІРФО у червні 2009 року був призначений головою Державної міграційної служби України.
Стояв біля витоків створення ДМС, яка у той період була цивільною інституцією, наділеною найширшими повноваженнями організаційного, управлінського, контрольно-реєстраційного, соціогуманітарного характеру[джерело не вказане 1526 днів]. Одним з пріоритетних завдань новоствореної структури, зокрема, було вирішення питання трудової міграції як найбільш актуального у сфері міграційних процесів[джерело не вказане 1526 днів]. Керівництвом ДМС було передбачено складну міграційну ситуацію в Україні, яка виникне протягом наступного десятиліття у зв'язку з інтенсивним виїздом українців за кордон у пошуках високоплачуваної роботи[джерело не вказане 1526 днів]. Задля уникнення демографічних ризиків було розроблено комплексну систему супроводу громадян України за кордон для здійснення трудової діяльності[джерело не вказане 1526 днів]. Вона передбачала організацію працевлаштування, страхування, оформлення офіційних документів, придбання проїзних документів, контроль за виплатою зарплатні роботодавцем і, що найголовніше, забезпечення повернення громадян додому[джерело не вказане 1526 днів].
З початку 2014 року – перший заступник начальника слідчого управління фінансових розслідувань, а з квітня 2014 року – виконуючий обов'язки заступника начальника, начальник слідчого управління фінансових розслідувань Головного управління Міндоходів в Харківській області.
У 2015 – 2017 роках начальник ГУ УМВС, а потім  Головного Управління Національної поліції України в Дніпропетровській області. Під час перебування на посаді втілив низку інноваційних проєктів: автоматизовану систему управління нарядами поліції "Патруль 102", Ситуаційний центр, поліцейські станції при громадах .
З травня 2017 року займається адвокатською діяльністю у місті Харків[джерело не вказане 1526 днів].